# Британска военна мисия при ГЩ на НОВ и ПОМ
Британската военна мисия при Главния щаб на Народоосвободителната войска и партизанските отряди на Македония е съюзническа военна мисия, имаща за цел да координира комунистическата съпротива във Вардарска Македония.
Британската служба за специални операции изпраща 2 военни мисии в Македония през септември 1943 година. Мисиите трябва да се присъединят към Главния щаб на НОВ и ПОМ в Цървена вода.
Първата мисия има кодово название Monkeywrench (френски ключ) и е под командването на Джордж Куейн. Втората мисия е с кодово название Mulligatawny и се ръководи от Мостин Дейвис. Членовете на мисията навлизат в Македония откъм Албания, където са спуснати с парашути. На 5 октомври 1943 година мисията под ръководството на Дейвис пристига в ГЩ на НОВ и ПОМ, няколко дни след тази на Джордж Куейн. До края на Втората световна война британците изпращат общо 7 мисии, които следят по-големите военни части на партизаните и дават информация на щаба на британската армия в Кайро. На 7 октомври 1943 година британците доставят оръжие на югославските партизани.
След оттеглянето на българските войски от Македония и изтласкването на германците мисията се мести в Скопие, а част от другите мисии си заминават. Все пак няколко мисии остават до юни 1945 година до отварянето на британско консулство на 24 юни 1945 година. За пръв консул е назначен Леонард Артър Скоуп.